# Trecate
Trecate (piemontesisch Trecà, lombardisch Tracà) ist eine italienische Gemeinde mit 20.839 Einwohnern (Stand 31. Dezember 2023) in der Provinz Novara (NO), Region Piemont.
Zu der Kleinstadt gehört der Ortsteil San Martino. Die Nachbargemeinden sind Bernate Ticino (MI), Boffalora sopra Ticino (MI), Cerano, Garbagna Novarese, Novara, Romentino und Sozzago.
Der Schutzpatron des Ortes ist San Cassiano.

## Geographie
Der Ort liegt auf einer Höhe von 136 m über dem Meeresspiegel. Das Gemeindegebiet umfasst eine Fläche von 38 km².